# اجونتاس، پورتوریکو
اجونتاس، پویرتو ریکو (به انگلیسی: Adjuntas, Puerto Rico) یک سکونتگاه مسکونی در ایالات متحده آمریکا است که در پورتوریکو واقع شده‌است.

## خصوصیات
اجونتاس ۱۹٬۴۸۳ نفر جمعیت دارد.